# Église Saint-Martin de Boeschepe
L'église Saint-Martin est une église catholique paroissiale située à Boeschepe, dans l'archidiocèse de Lille. En 1906, lors de la querelle des Inventaires, elle fut le théâtre du meurtre de Géry Ghysel, qui fit tomber le gouvernement Rouvier.

## Description
L'église est une hallekerque à trois nefs, dominée au centre de la façade occidentale par une tour carrée surmontée d'une flèche octogonale. Elle se compose de trois vaisseaux de quatre travées, de trois chœurs et de deux travées dans le prolongement des nefs closes par des chevets plats pour les chapelles nord et sud et par une abside polygone pour le chœur principal. 
Celui-ci est composé d'une abside à trois pans. Deux sacristies leur furent accolées afin de régulariser le plan en formant un chevet rectangulaire. 
La sacristie sud-est est plus ancienne : elle fut construite avant 1777, tandis que celle du nord-est date d'après 1841, date du dernier cadastre napoléonien, sur lequel elle ne figure pas.
Depuis mars 2016, après plus d'un an d'études réalisées par l'architecte du patrimoine François Bisman, l'église est en restauration. Le chantier sera étalé sur plusieurs années, le montant total étant estimé à 910 000 euros.

## Histoire
L'église contenait au XVIIe siècle la tombe de Charles de Claerhout, seigneur de plusieurs terres sur Boeschepe. Adrienne de la Douve (1555-1636), épouse de Charles de Briaerde (famille de Briaerde) hérite de ces biens le 3 juin 1620, via sa mère Anne de Claerhout. En reconnaissance, elle a fait installer une plaque rappelant le fait dans l'église près du maître autel et de la tombe de Charles de Claerhout.
Le 6 mars 1906, à l'occasion des inventaires liés à la séparation des Églises et de l'État, considérés comme sacrilèges par les catholiques, des affrontements eurent lieu entre les forces de l'ordre et des habitants du village. À cette occasion, Géry Ghysel fut tué par balle à l'intérieur de l'église. C'est l'un des deux morts recensés lors des inventaires de 1906 (le deuxième étant André Régis, dans la Haute-Loire). Les conséquences de l'événement sont considérables : le gouvernement Rouvier chute et les inventaires sont suspendus. Lors de ses obsèques, Mgr Lobbedey le définit comme « un martyr, un héros, un témoin du Christ ! ».